# Elattoneura aurantiaca
Elattoneura aurantiaca är en trollsländeart som först beskrevs av Selys 1886.  Elattoneura aurantiaca ingår i släktet Elattoneura och familjen Protoneuridae. Inga underarter finns listade i Catalogue of Life.